# Miscelánea
Se denomina misceláneo o cajón de sastre a un género literario perteneciente a la didáctica que se dio principalmente en el Renacimiento y en el Barroco en España, durante los siglos XVI y XVII.

## Definición y estructura
Aunque cultivado ya en la Antigüedad grecorromana y en la Edad Media, es un género típico de la omnímoda curiosidad del uomo universale u hombre universal del Renacimiento y, elaborado por humanistas, constituye uno de los principales precedentes del ensayo o género ensayístico, aunque a veces las compusieron caballeros de amplia y desordenada lectura. Consiste en una colección de curiosidades o materiales heterogéneos que sólo tienen en común el suscitar el interés del compilador y del público que presuntamente va a comprar la obra, mezclando la opinión, la instrucción y la diversión, y, a veces, también, el adoctrinamiento moralizante. Su equivalente en la literatura árabe es el adab, que reúne respuestas ingeniosas o jocosas, chistes, sentencias morales, refranes, historias y anécdotas, pero que combina, como es propio de estas obras, la poesía con la prosa, siendo esta última mucho más abundante; entre los cultivadores del adab en la literatura hispanoárabe destaca Abú Bakr Ibn 'Asim.
El carácter proteico y multiforme del género lo hizo muy popular. Fueron traducidas y adaptadas a todas las lenguas y, como en las polianteas o enciclopedias generales a que recurrían los curas para ilustrar sus sermones y los escritores y dramaturgos para documentar sus obras, estos encontraban fácilmente en ellas su inspiración. En ellas podían encontrarse todo tipo de historias o personajes pintorescos, agudezas, prosas, versos e incluso piezas dramáticas de la más variada procedencia, tanto culta como popular.
La estructura de las misceláneas varía desde el diálogo a la colección de cartas o epístolas, la división por apartados temáticos o a la reunión de una serie de personajes que van divagando sobre temas propuestos por uno de ellos.

## Itinerario del género
Ya los griegos y romanos ensayaron el género misceláneo: Plutarco entre los primeros, Plinio y Aulo Gelio entre los segundos son exponentes de ello. Los medievales también incursionaron en el género: San Isidoro, Juan de Mandeville, Marco Polo etcétera.
En las misceláneas del siglo XVI se incluían textos de muy diversas procedencias cuyo único denominador común era el interés, lo que podríamos llamar "curiosidades"; algunos eran saberes eruditos (episodios históricos del presente y del pasado, dichos célebres, apotegmas, facecias, fábulas etc., otros recuerdos autobiográficos, como ocurre con Luis Zapata, pero sobre todo la gran aportación pertenece a la cultura popular y tradicional y se debe relacionar con los pliegos de cordel: se cuentan casos portentosos: una mujer que pare un elefante, otra que da a luz 155 hijos del tamaño del meñique, leyendas nacidas de interpolaciones como la de la Papisa Juana, las amazonas etétera, descripciones geográficas de carácter fantástico (fuentes y ríos en especial), o de monstruos (como los bestiarios medievales) o seres humanos monstruosos o extraños, historias de fantasmas y aparecidos, de demonios, recetas de belleza, consejos domésticos (como por ejemplo para eliminar los chiches), medicina popular, recurriendo a diversas tradiciones orales de curanderos, supersticiones etcétera, de forma que hasta el propio Quevedo se burló de este tipo de colectáneas escribiendo su Libro de todas las cosas y otras muchas más.
Este tipo de literatura se presenta a veces esquematizada hasta dar lugar a libros de chistes y motes. Así, por ejemplo, Las seiscientas apotegmas de Juan Rufo o, de Luis Milán, El cortesano, libro de motes de damas y caballeros (1561), también en la Colección de Libros Raros o Curiosos, Madrid, 1874, pp. 60-409. Según avanza el tiempo, las misceláneas se transforman en un cúmulo de recetas dispares, juegos de salón y curiosidades sin trascendencia alguna, hasta el punto de que parecen fundirse con los almanaques, especialmente los populares, que tanto éxito tuvieron en Francia durante los siglos XVII y XVIII.

### Misceláneas delsigloXVI
En el siglo XVI fueron especialmente leídas:
- Las Epístolas familiares (1539) de Fray Antonio de Guevara.
- De la invención y principio de todas las cosas, (Amberes, 1550), traducción al castellano del De rerum inventoribus (1499) de Polidoro Virgilio por el humanista Francisco de Thámara.
- La Silva de varia lección (1540-1551) de Pedro o Pero Mexía, la primera escrita en lengua moderna en toda Europa.
- Sobremesa y alivio de caminantes (Zaragoza y Medina del Campo, 1563), de Juan de Timoneda.
- "Floreto de anécdotas ... que recopilé un fraile dominico residente en Sevilla a mediados del siglo XVI", incluida en Memorial histórico español, tomo XLVIII, Madrid, Real Academia de la Historia, 1948, pp. 300-301.
- La Miscelánea. Silva de casos curiosos o Varia historia (1592) de Luis Zapata.
- La Sylva... (Valladolid, 1557) de Juan Pérez de Moya (en latín).
- De las cosas maravillosas del mundo (Sevilla, 1573), traducción de la Collectanea de Solino.
- La Silva curiosa (1583) de Julián de Medrano.
- El Jardín de flores curiosas (1573) de Antonio de Torquemada.

### Misceláneas delsigloXVII
Ya en el siglo XVII:
- Diálogos del apacible entretenimiento (Barcelona, 1605) de Gaspar Lucas Hidalgo.
- Parte primera del libro intitulado Noches de Invierno (Pamplona: Carlos de Labayen, 1609), de Antonio Eslava.
- Plaza universal de todas ciencias y artes (1615) de Cristóbal Suárez de Figueroa, refundición y ampliación de la Piazza universale (1585) de Tomaso Garzoni.
- Varias noticias importantes a la humana comunicación (1621), de Cristóbal Suárez de Figueroa.
- Pusilipo. Ratos de conversación en los que dura el paseo (1629), de Cristóbal Suárez de Figueroa.
- Segunda parte de los casos prodigiosos (1629) de Juan de Piña.
- Los cigarrales de Toledo de Tirso de Molina.
- Cartas filológicas (1634) de Francisco Cascales.
- Errores celebrados (1653) de Juan de Zabaleta.
- Soledades de la vida y desengaños del mundo, (1658) de Cristóbal Lozano.

### Misceláneas delsigloXVIII
- Deleite de la discrección y fácil escuela de la agudeza (Madrid, 1743), de Bernardino Fernández de Velasco, XI duque de Frías.